# Refugi dels Ibons de Bachimaña
El Refugi dels ibons de Bachimaña està situat al sud de l'Ibon baix de Bachimaña al terme municipal de Panticosa a 2.200 m d'altitud. Està situat en un conjunt de circs glacials, rodejat de gran quantitat d'ibons i grans cims. És un refugi de muntanya guardat tot l'any amb 80 places en habitacions amb dutxa i bany. Disposa d'aigua corrent, dutxes i lavabos, aigua calenta, servei de bar i menjador, infermeria, armariets, calcer de descans i aula polivalent. També ofereix telèfon i sistema de telecomunicacions per a socors. És titularitat de la Federació Aragonesa de Muntanyisme i va ser inaugurat el 14 de juliol de 2012.

## Activitats
És punt de partida per a molts excursionistes, per a practicar el senderisme pel GR 11, travesses i ascensions a cims de més tres mil metres com els Infierno occidental, oriental i central, el Gran Facha o el Garmo Negro i Argualas. A l'hivern es poden realitzar recorreguts i ascensions amb esquís de muntanya. Es pot combinar l'estada amb el refugi de muntanya de Casa de Piedra, al Balneari de Panticosa a 1.636 m.